# Јадран Малкович
Јадран Маљковић (Леверкузен, 1977), познат као Јадран Малкович (енгл. Jadran Malkovich), српски је глумац и редитељ.

## Биографија
Рођен је 1977. године у Леверкузену. Отац му је Србин, а мајка Немица. До седме године је живео у Западној Немачкој са родитељима и сестром. Након што је заједно са сестром изразио жељу да се школује на матерњем језику, почели су да живе са бабом и дедом у Социјалистичкој Републици Србији. Глумачку каријеру је започео у Уједињеном Краљевству.

## Филмографија
| Год.       | Назив                               | Улога               | Напомена       |
| ---------- | ----------------------------------- | ------------------- | -------------- |
| 2021.      | Црна свадба                         | Владимир Маринковић | споредна улога |
| 2021—данас | Азбука нашег живота                 | Урош Поповић        | главна улога   |
| 2023.      | Тед Ласо                            | диско               | камео улога    |
| 2023.      | Немогућа мисија: Одмазда — Први део | морнар              |                |
| 2023.      | Покидан                             | градоначелник Дејан |                |